# Альтенплен
Альтенплен (нім. Altenpleen) — громада в Німеччині, розташована в землі Мекленбург-Передня Померанія. Входить до складу району Передня Померанія-Рюген. Центр об'єднання громад Альтенплен.
Площа — 20,05 км2. Населення становить 1000 ос. (станом на 31 грудня 2020).